# بلال کولیبالی
بلال کولیبالی (انگلیسی: Bilal Coulibaly؛ زادهٔ ۲۶ ژوئیهٔ ۲۰۰۴) بازیکن بسکتبال مالیایی‌تبار اهل فرانسه است.
وی در مسابقات کشوری و بین‌المللی در مجموع برندهٔ ۱ مدال نقره شده است.